# Suheyel Najar
Suheyel Najar (* 13. Oktober 1995 in Köln) ist ein deutsch-tunesischer Fußballspieler.

## Karriere
Suheyel Najar wechselte innerhalb der Jugend vom SSV Ostheim 1931 e. V. zum SSV Vingst 05. Nach seiner Jugendzeit schaffte er den Sprung von der Kreisliga B in die Mittelrheinliga. Er wechselte zum FC Bergheim 2000, dem Heimatverein von Lukas Podolski. In der Mittelrheinliga lief er von 2015 bis 2018 für die Vereine Blau-Weiß Friesdorf, SV Bergisch Gladbach 09 und FC Hennef 05 auf. Zur Saison 2018/19 wechselte Najar in die Regionalliga West zum TV Herkenrath und in der anschließenden Winterpause zum Ligakonkurrenten Bonner SC.
Im Juni 2019 konnte Najar beim 3. Liga-Aufsteiger Viktoria Köln bei einem Probetraining überzeugen und erhielt seinen ersten Profivertrag.
Bereits am ersten Spieltag der 3. Liga-Saison 2019/20 wurde Najar gegen Hansa Rostock vor 15.581 Zuschauern eingesetzt und kam damit zu seinem Debüt in einer Profiliga.
Ende Januar 2020 wechselte Najar zum Stadtrivalen SC Fortuna Köln in die Regionalliga West. Im Sommer 2022 wechselte er in die 3. Liga zum SV Wehen Wiesbaden.
Nach einem Jahr in Wiesbaden kehrte der offensive Mittelfeldspieler im Juli 2023 zu Viktoria Köln zurück. In der Saison 2023/24 bestritt Najar 19 Pflichtspiele für die Kölner und erzielte dabei ein Tor. In der Spielzeit 2024/25 war er trotz eines bis Saisonende gültigen Vertrags nicht mehr Teil des Viktoria-Kaders. Im Juli 2025 wechselte er erneut zum SC Fortuna Köln.